# قطعنامه ۷۷۴ شورای امنیت
قطعنامه  ۷۷۴ شورای امنیت سازمان ملل متحد که در تاریخ ۲۶ اوت ۱۹۹۲ تصویب شد، سندی بین‌المللی دربارهٔ قبرس است. این قطعنامه طی نشست ۳۱۰۹ام با ۱۵ رای موافق، ۰ مخالف و ۰ ممتنع تصویب شد.